# Göllnitz
Göllnitz est une commune allemande de l'arrondissement du Pays-d'Altenbourg en Thuringe. Elle fait partie de la Communauté d'administration du pays d'Altenbourg.

## Géographie

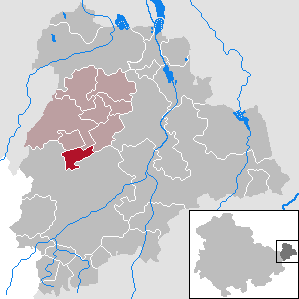
Situation de la commune (en rouge) dans l'arrondissement d'Altenbourg

Göllnitz est située à l'ouest de l'arrondissement, à 10 km au-sud-ouest d'Altenbourg, le chef-lieu de l'arrondissement. Elle est composée des quatre villages de Göllnitz, Kertschütz, Schwanditz et Zschöpperitz.
Communes limitrophes (en commençant par le nord et dans le sens des aiguilles d'une montre) : Mehna, Starkenberg, Göhren, Altkirchen et Dobitschen.

## Histoire
La commune a appartenu au duché de Saxe-Altenbourg (cercle oriental, Ostkreis). Après l'abdication du dernier duc en 1920, la commune est intégrée au nouveau land de Thuringe (arrondissement d'Altenbourg).
À l'époque de la RDA, elle a appartenu au cercle de Schmölln et au district de Leipzig. En 1990, elle rejoint le nouvel arrondissement d'Altenbourg.
Les communes de Kertschütz, Schwanditz et Zschöperitz ont été incorporées au territoire de Göllnitz.

## Démographie
Commune de Göllnitz dans ses limites actuelles : 
| 1900 | 1933 | 1939 | 1995 | 2000 | 2005 | 2010 |
| ---- | ---- | ---- | ---- | ---- | ---- | ---- |
| 539  | 545  | 531  | 368  | 410  | 381  | 341  |